# Superbagnères
Superbagnères è una stazione sciistica situata sopra la città di Bagnères-de-Luchon, nella località di Saint-Aventin, nel dipartimento francese della Haute-Garonne nella regione dei Midi-Pyrénées.

## Panoramica
La stazione offre piste di sci alpino e di fondo da 1440 fino ai 2260 m di quota. La stazione è stata aperta all'inizio del XX secolo. Storicamente era collegata alla città da una ferrovia a cremagliera, ma oggi è collegata con una cabinovia.

## Dettagli della salita
Da Bagnères-de-Luchon la salita alla stazione sciistica è di 18,5 km con una pendenza media del 6,3%, con la cima che si trova a 1800 m sul livello del mare. Ci sono alcuni brevi tratti che superano il 10%.

## Tour de France
Il Tour de France è arrivato sette volte a Superbagnères, l'ultima volta nel 2025: a vincere, in quell'anno, fu Thymen Arensman; la Maglia gialla era Tadej Pogačar.
| Anno | Tappa | Partenza della tappa | Lunghezza tappa (km)          | Categoria salita | Vincitore tappa           | Maglia gialla           |
| ---- | ----- | -------------------- | ----------------------------- | ---------------- | ------------------------- | ----------------------- |
| 2025 | 14    | Pau                  | 183                           | HC               | Thymen Arensman (NLD)     | Tadej Pogačar (SLO)     |
| 1989 | 10    | Cauterets            | 136                           | 1                | Robert Millar (GBR)       | Laurent Fignon (FRA)    |
| 1986 | 13    | Pau                  | 186                           | HC               | Greg LeMond (USA)         | Bernard Hinault (FRA)   |
| 1979 | 2     | Bagnères-de-Luchon   | 23,9 (Cronometro individuale) | 1                | Bernard Hinault (FRA)     | Bernard Hinault (FRA)   |
| 1971 | 15    | Bagnères-de-Luchon   | 19,6                          | 1                | José Manuel Fuente (ESP)  | Eddy Merckx (BEL)       |
| 1962 | 13    | Bagnères-de-Luchon   | 18,5 (Cronometro individuale) | 1                | Federico Bahamontes (ESP) | Joseph Planckaert (BEL) |
| 1961 | 16    | Tolosa               | 208                           | 1                | Imerio Massignan (ITA)    | Jacques Anquetil (FRA)  |